# Clef verte
La Clef Verte ((da) Den Groenne Noegle,  (en)Green Key) est un programme environnemental, devenu un label international destiné à certifier des hébergements touristiques dans le respect de l'environnement. Cette démarche entre dans la dynamique du tourisme durable.

## Présentation
Le programme Clef verte, Den Groenne Noegle en danois, est un programme lancé en 1994 au Danemark,. Il s'inspire de l'expérience Pavillon bleu, créé en 1985.  Il devient une certification, comprenant le respect des ressources et de l'environnement (énergies, eau, déchets ou encore produits chimiques), destinée au secteur de l'hôtellerie,. La certification est initialement prévue pour les hôtels, les auberges de jeunesse, les centres de vacances et les centres de conférence, avec les révisions de 1999, puis de 2001, les campings, les parcs d'attraction ainsi que les restaurants sont aussi pris en compte,,. 
Le programme environnemental Clef verte s'impose progressivement au Danemark, en partenariat avec l'Association des industries hôtelière, de restauration et de loisir au Danemark (HORESTA).
L'ouverture à l'international de la certification débute avec le Groenland (1999), puis les pays voisins de la mer Baltique (Suède 2000, Estonie). En 2015, les établissements certifiés se trouvent dans 28 pays à travers le monde. Bien que son action ait une vocation internationale, son développement se fait principalement en Europe.
Il est accordé par la Fondation pour l'éducation à l'environnement aux gestionnaires d'hébergement touristique qui s'engagent à minimiser leur impact sur l'environnement et à remplir les critères recommandés qui sont évalués dans le cadre d'une démarche progressive[source secondaire souhaitée].

## Partenariat
En 1999, Clef verte s'associe au programme australien Green Globe 21.
Depuis 2002, elle est membre fondateur de l'ONGI Fondation pour l'éducation à l'environnement (FEE).